# LXXVI Corpo de Exército (Alemanha)
O LXXVI Corpo de Exército (em alemão:LXXVI. Armeekorps) foi um Corpo de Exército alemão que operou durante a Segunda Guerra Mundial.

## Comandantes
| Comandante                    | Data                                               |
| ----------------------------- | -------------------------------------------------- |
| Generalleutnant Traugott Herr | 25 de junho de 1943 - 22 de julho de 1943 m.d.F.b. |

## Área de operações
| França & Itália | julho de 1943 |